# 太田信夫
太田 信夫（おおた のぶお、1941年11月6日 - ）は、日本の心理学者。専攻は、認知心理学・教育心理学。筑波大学名誉教授。東京福祉大学学長。元日本認知心理学会理事長。

## 人物
愛知県生まれ。1965年に愛知学芸大学（現愛知教育大学）学芸学部心理学科を卒業、1968年名古屋大学大学院教育学研究科修士課程を修了、1971年同博士課程を経て1976年同大学より教育学博士の学位を取得。博士論文は「系列学習の研究」。
筑波大学大学院人間総合科学研究科教授、筑波大学心理学研究科長、筑波大学人間学類長、筑波大学第二学群長、筑波大学名誉教授、放送大学教授、学習院大学文学部教授、学習院大学大学院人文科学研究科教授、東京福祉大学心理学部教授を歴任し、2020年東京福祉大学学長に就任。のち、東京福祉大学学長補佐、学校法人茶屋四郎次郎記念学園理事（学長補佐）。2023年東京福祉大学学長に再就任した。
記憶についての心理学的研究で、日本における第一人者である。トロント大学のエンデル・タルヴィング教授をはじめ、海外の研究者との交流も多く、1999年以来、記憶研究についての筑波国際会議(Tsukuba International Conference on Memory: TIC)を主催してきている。このTICには、リチャード・シフリン、ジョン・R・アンダーソン、ファーガス・クレイク、ロバート・ビョルク、ピーター・グラフなど世界の第一線で活躍する記憶研究者が参加してきている。

## 所属学会
日本心理学諸学会連合監事・検定局長・常任理事、日本教育心理学会常任理事。2002年から日本認知心理学会初代理事長を務めた。

## 主な受賞歴
- 2019年 日本心理学会国際賞（功労賞）受賞[9]

## 著書・訳書
- 『タルヴィングの記憶理論』（訳/教育出版） 1985年
- 『エピソード記憶論』（誠信書房） 1988年
- 『認知心理学：理論とデータ』（誠信書房） 1991年
- 『子どもの学力を伸ばすヒント』（PHP研究所） 1994年
- 『記憶研究の最前線』 （北大路書房） 2000年
- Life span Development of Human Memory（MIT Press） 2002年
- Human Learning and Memory: Advances in Theory and Application. (Laurence Erlbaum Associates) 2005年
- Dynamic Cognitive Processes（Springer Verlag） 2005年
- Memory and Society: Psychological Perspectives（Psychology Press） 2006年
- Memory and Emotion: Interdisciplinary Perspectives（Blackwell Publishing） 2006年
- 『記憶の心理学と現代社会』（有斐閣） 2006年
- 『単純接触効果研究の最前線』 （北大路書房） 2008年
- 『記憶の心理学（放送大学教材）』 （放送大学教育振興会） 2008年
- 『記憶の生涯発達心理学』 （北大路書房） 2008年
- 『記憶と日常（現代の認知心理学2）』 （北大路書房） 2011年
- 『認知心理学―知性のメカニズムの探究』 （培風館） 2011年
- 『シリーズ心理学と仕事［全20巻］』 （監修/北大路書房） 2017年-2018年